# Црква Светог Василија Великог у Србици
Црква Светог Василија Великог се налазила у Србици, насељеном месту на територији општине Призрен, на Косову и Метохији. Припадала је Епархији рашко-призренске Српске православне цркве. Место Србица је било удаљено два сата од Призрена.
Црква посвећена Светом Василију Великом саграђена је 1863. године, на јужном брежуљку између осам столетних дудова на развалинама старијег храма. Црква је била једнобродна грађевина и у њој се налазила збирка икона и књига из 18. и 19. века.
Године 1906. о Ускрсу се око те цркве, у том малом месту у Призренском пољу скупио народ из околних села где није било храмова. Службовао је месни парох поп Стојан Ђорђевић, док су за певницама стојала и појала два богослова. Поред цркве се налазила црквена зграда, у којој је пред трпезом говорио богослов Пивичанац.

## Разарање цркве 1999. године
Црква је прво спаљена, а затим порушена од стране албанских екстремиста, након доласка немачких снага КФОР-а.